# Championnat de France de motocross 2018
 (juillet 2018).
Si vous disposez d'ouvrages ou d'articles de référence ou si vous connaissez des sites web de qualité traitant du thème abordé ici, merci de compléter l'article en donnant les références utiles à sa vérifiabilité et en les liant à la section « Notes et références ».
Navigation
Championnat 2017 Championnat 2019
Le Championnat de France de motocross 2018 ou 24MX Tour est une édition du championnat de France de motocross organisé par la FFM.

## Calendrier et résultats[1]

### Élite MX1
| Épreuve | Date       | Lieu                 | Manche 1       | Manche 2       | Vainqueur de l'épreuve |
| ------- | ---------- | -------------------- | -------------- | -------------- | ---------------------- |
| 1       | 18 mars    | Gueugnon             | Benoît Paturel | Benoît Paturel | Benoît Paturel         |
| 2       | 22 avril   | Romagné              | Xavier Boog    | Xavier Boog    | Xavier Boog            |
| 3       | 6 mai      | Bitche               | Benoît Paturel | Benoît Paturel | Benoît Paturel         |
| 4       | 27 mai     | Pernes-les-Fontaines | Xavier Boog    | Xavier Boog    | Xavier Boog            |
| 5       | 24 juin    | Domaine de Foolz     | Jordi Tixier   | Xavier Boog    | Xavier Boog            |
| 6       | 8 juillet  | Iffendic             | Jordi Tixier   | Jordi Tixier   | Jordi Tixier           |
| 7       | 15 juillet | Castelnau-de-Lévis   | Jordi Tixier   | Jordi Tixier   | Jordi Tixier           |

### Élite MX2
| Épreuve | Date       | Lieu                 | Manche 1        | Manche 2               | Vainqueur de l'épreuve |
| ------- | ---------- | -------------------- | --------------- | ---------------------- | ---------------------- |
| 1       | 18 mars    | Gueugnon             | Jimmy Clochet   | Arnaud Aubin           | Arnaud Aubin           |
| 2       | 22 avril   | Romagné              | Stephen Rubini  | Stephen Rubini         | Stephen Rubini         |
| 3       | 6 mai      | Bitche               | Stephen Rubini  | Stephen Rubini         | Stephen Rubini         |
| 4       | 27 mai     | Pernes-les-Fontaines | Tom Vialle      | Arnaud Aubin           | Mathys Boisramé        |
| 5       | 24 juin    | Domaine de Foolz     | Tom Vialle      | Stephen Rubini         | Stephen Rubini         |
| 6       | 8 juillet  | Iffendic             | Mathys Boisramé | Brian Strubhart Moreau | Mathys Boisramé        |
| 7       | 15 juillet | Castelnau-de-Lévis   | Mathys Boisramé | Pierre Goupillon       | Pierre Goupillon       |

### Juniors
| Épreuve | Date       | Lieu                 | Manche 1           | Manche 2           | Vainqueur de l'épreuve |
| ------- | ---------- | -------------------- | ------------------ | ------------------ | ---------------------- |
| 1       | 18 mars    | Gueugnon             | Lenaic Pilorget    | Pablo Metayer      | Pablo Metayer          |
| 2       | 22 avril   | Romagné              | Tom Guyon          | Thibault Benistant | Tom Guyon              |
| 3       | 6 mai      | Bitche               | Thibault Benistant | Tom Guyon          | Tom Guyon              |
| 4       | 27 mai     | Pernes-les-Fontaines | Thibault Benistant | Tom Guyon          | Tom Guyon              |
| 5       | 24 juin    | Domaine de Foolz     | Mathéo Miot        | Tom Guyon          | Mathéo Miot            |
| 6       | 8 juillet  | Iffendic             | Rick Elzinga       | Thibault Benistant | Thibault Benistant     |
| 7       | 15 juillet | Castelnau-de-Lévis   | Thibault Benistant | Tom Guyon          | Thibault Benistant     |

### Espoirs 85
| Épreuve | Date       | Lieu                 | Manche 1        | Manche 2       | Vainqueur de l'épreuve |
| ------- | ---------- | -------------------- | --------------- | -------------- | ---------------------- |
| 1       | 18 mars    | Gueugnon             | Saad Soulimani  | Luca Diserens  | Luca Diserens          |
| 2       | 22 avril   | Romagné              | Saad Soulimani  | Luca Diserens  | Luca Diserens          |
| 3       | 6 mai      | Bitche               | Enzo Casat      | Luca Diserens  | Luca Diserens          |
| 4       | 27 mai     | Pernes-les-Fontaines | Luca Diserens   | Luca Diserens  | Luca Diserens          |
| 5       | 24 juin    | Domaine de Foolz     | Baptiste Bordes | Maxime Grau    | Maxime Grau            |
| 6       | 8 juillet  | Iffendic             | Baptiste Bordes | Axel Louis     | Baptiste Bordes        |
| 7       | 15 juillet | Castelnau-de-Lévis   | Axel Louis      | Saad Soulimani | Saad Soulimani         |

## Classement des pilotes

### Élite MX1
Classement du championnat du monde de motocross en catégorie MXGP.
| Pos. | Pilote             | Pays     | Constructeur | Nbre de Victoires | Nbre de Podiums | Points |
| ---- | ------------------ | -------- | ------------ | ----------------- | --------------- | ------ |
| 1    | Xavier Boog        | France   | Honda        | 3                 | 7               | 315    |
| 2    | Nicolas Aubin      | France   | Suzuki       | 0                 | 4               | 260    |
| 3    | Grégory Aranda     | France   | Kawasaki     | 0                 | 3               | 202    |
| 4    | Damon Graulus      | Belgique | Suzuki       | 0                 | 1               | 192    |
| 5    | Valentin Teillet   | France   | Honda        | 0                 | 1               | 173    |
| 6    | Leo Weghsteen      | France   | Yamaha       | 0                 | 0               | 171    |
| 7    | Jason Clermont     | France   | Kawasaki     | 0                 | 0               | 165    |
| 8    | Jordi Tixier       | France   | Husqvarna    | 2                 | 2               | 125    |
| 9    | Hugo Roussaly      | France   | KTM          | 0                 | 0               | 123    |
| 10   | Rémy Annelot       | France   | Suzuki       | 0                 | 0               | 101    |
| 11   | Benoit Paturel     | France   | Honda        | 2                 | 2               | 100    |
| 12   | Julien Roussaly    | France   | Yamaha       | 0                 | 0               | 98     |
| 13   | Brice Maylin       | France   | Honda        | 0                 | 0               | 81     |
| 14   | Charles Lefrançois | France   | Suzuki       | 0                 | 0               | 76     |
| 15   | Simon Mallet       | France   | KTM          | 0                 | 0               | 59     |

### Élite MX2
Classement du championnat de France de motocross en catégorie MX2.
| Pos. | Pilote                 | Pays   | Constructeur | Nbre de Victoires | Nbre de Podiums | Points |
| ---- | ---------------------- | ------ | ------------ | ----------------- | --------------- | ------ |
| 1    | Mathys Boisramé        | France | Honda        | 2                 | 6               | 272    |
| 2    | Arnaud Aubin           | France | Suzuki       | 1                 | 2               | 248    |
| 3    | Brian Strubhart Moreau | France | Kawasaki     | 0                 | 3               | 218    |
| 4    | Stephen Rubini         | France | KTM          | 3                 | 3               | 204    |
| 5    | Pierre Goupillon       | France | Kawasaki     | 1                 | 2               | 201    |
| 6    | Tom Vialle             | France | Husqvarna    | 0                 | 2               | 200    |
| 7    | Dan Houzet             | France | KTM          | 0                 | 0               | 148    |
| 8    | Anthony Bourdon        | France | Husqvarna    | 0                 | 0               | 143    |
| 9    | Maxime Renaux          | France | Yamaha       | 0                 | 1               | 127    |
| 10   | Enzo Toriani           | France | Husqvarna    | 0                 | 0               | 123    |
| 11   | Romain Pape            | France | Yamaha       | 0                 | 0               | 120    |
| 12   | Thomas Do              | France | Suzuki       | 0                 | 0               | 115    |
| 13   | Henri Giraud           | France | Yamaha       | 0                 | 0               | 106    |
| 14   | William Dho            | France | KTM          | 0                 | 0               | 97     |
| 15   | Maxime Charlier        | France | Husqvarna    | 0                 | 0               | 91     |

### Junior
Classement du championnat de France de motocross en catégorie MX2.
| Pos. | Pilote             | Pays   | Constructeur | Nbre de Victoires | Nbre de Podiums | Points |
| ---- | ------------------ | ------ | ------------ | ----------------- | --------------- | ------ |
| 1    | Tom Guyon          | France | KTM          | 3                 | 6               | 312    |
| 2    | Thibault Benistant | France | Yamaha       | 2                 | 5               | 293    |
| 3    | Mathéo Miot        | France | KTM          | 1                 | 5               | 284    |
| 4    | Thibault Maupin    | France | KTM          | 0                 | 2               | 256    |
| 5    | Florian Miot       | France | KTM          | 0                 | 0               | 189    |
| 6    | Enzo Polias        | France | Husqvarna    | 0                 | 1               | 178    |
| 7    | Vincent Marty      | France | Yamaha       | 0                 | 0               | 176    |
| 8    | Arthur Vial        | France | Yamaha       | 0                 | 0               | 148    |
| 9    | Pablo Metayer      | France | KTM          | 1                 | 1               | 147    |
| 10   | Jimmy Grajwoda     | France | Husqvarna    | 0                 | 0               | 131    |
| 11   | Romain Borgioli    | France | KTM          | 0                 | 0               | 105    |
| 12   | Valentin Madoulaud | France | Husqvarna    | 0                 | 0               | 92     |
| 13   | Bogdan Krajewski   | France | KTM          | 0                 | 0               | 87     |
| 14   | Alizio Pinson      | France | KTM          | 0                 | 0               | 73     |
| 15   | Pierre Moine       | France | Yamaha       | 0                 | 0               | 64     |